# Узун Миркова улица (Београд)
| Узун Миркова улица   | Узун Миркова улица |
| -------------------- | ------------------ |
|                      |                    |
| Општина              | Стари град         |
| Почетак              | Студентски трг     |
| Крај                 | Париска улица      |
| Дужина               | око 200 m          |
| Названа              | 1872. године       |
|                      |                    |
|                      |                    |
| Узун Мирковом улицом |                    |

Узун Миркова улица је улица у Старом граду у Београду, у центру града. Простире се од Студентског трга до Париске улице. Ова улица спаја Студентски трг и Калемегдан и једна је од староградских улица пуних живота. Налази се у непосредној близини великог броја факултета, као и Универзитетског парка, Етнографског и Педагошког музеја. Укршта се под правим углом са Улицом краља Петра.

## Име улице
Улица је добила име по Мирку Апостоловићу (1782—1868), који је изучавао кројење, шивење и украшавање градске одеће, а у тренутку када је избио Први српски устанак, приступио је чети Станоја Главаша. Захваљујући својој храбрости, истакао се у Првом и Другом српском устанку, а нарочито приликом опсаде Београда (1806). Због своје висине је понео надимак „узун“, што на турском језику значи „висок“. Управо Узун Миркова улица је прва улица у Београду која је понела име једног од јунака Првог српског устанка, а то се догодило давне 1872. године, само четири године после смрти Мирка Апостоловића, који је иначе за живота био одликован Орденом Таковског крста и Златном медаљом Обилића.

## Историја
Постепени развој Београда је омогућен тек по завршетку Другог српског устанка. Истакнути Срби су у Старом граду подизали своје куће и просветне институције.

## Узун Мирковом улицом

### Бр. 1
Данас се на овом месту налази Југословенска кинотека, установа културе од националног значаја. Међутим, пре Југословенске кинотеке, зграда је представљала дом различитим институцијама. Један од примера је Општа амбуланта, која се налазила у Узун Мирковој 1, коју је основао Јован Јовановић Змај заједно са Лазом Лазаревићем и још неколико колега, где је радио од марта до јула 1880. године. У прошлости се на овој адреси налазио и стари хотел „Српска круна“, као и Београдска општина и Општински суд. Верује се да је зграда подигнута 1846. године као конак кнеза Александра Карађорђевића, али име архитекте који је израдио њен нацрт није остало забележено. Зграда у свом саставу чува две плоче које сведоче о њеној богатој историји. Испред зграде Југословенске кинотеке се налази скулптура америчког глумца и оскаровца српског порекла Карла Малдена (рођен као Младен Секуловић) у природној величини, дело вајара Здравка Јоксимовића, док се унутар зграде налази и његов легат.

### Бр. 5
Кућа архитекте Милана Секулића (1895—1970) је подигнута у међуратном периоду према његовом пројекту, са детаљима блиским сецесији. У овој кући је становао са супругом Павом и овде се налази једна од највећих збирки фресака у Србији, коју су супружници поклонили граду. Легат Паве и Милана Секулића се налази у саставу Музеја града Београда, иако не заузима његове просторије, и садржи 165 икона из периода од 15. до 20. века, слике из 19. века, као и уља на платну прослављених српских сликара који су стварали у међуратном периоду Јована Бијелића, Марка Челебоновића, Игњата Јоба итд. 
У овој згради је и Југословенско-пољска лига пружала помоћ пољским избеглицама за време фашистичких напада 1939. године.

### Бр. 14
Садашња зграда Педагошког музеја, а некадашња зграда Реалне гимназије у којој је предавао српски књижевник Стеван Сремац. Зграда је подигнута 1840. године у стилу класицизма, као приватна кућа Цветка Рајовића, тадашњег управника београдске вароши. Зграда је пројекат архитекте Франца Јанкеа. У њој су својевремено били смештени и енглески конзулат и српска жандармерија.

### Угао Узун Миркове и Краља Петра (Улица Узун Миркова бр. 4)
Зграда је саграђена 1935. године и представља пример арт декоа. Поред тога што је дом Аеро клуба, чува некадашњи атеље и садашњу Спомен галерију Петра Добровића, једног од најзначајнијих сликара у периоду између два светска рата.